# Вибух газопроводу в Сибіру (1982)
Вибух газопроводу в Сибіру в 1982 році — гігантський вибух, який, за твердженнями американського військового експерта Томаса Ріда та американського письменника-політолога Пітера Швейцера, імовірно стався на газопроводі Уренгой — Сургут — Челябінськ влітку 1982 року. За їхніми словами, вибух був результатом спецоперації ЦРУ, спланованою і виконаною на підставі відомостей, наданих офіцером КДБ СРСР Володимиром Вєтровим. Російськими джерелами факт вибуху заперечується.

## Передісторія
У липні 1981 року на економічному форумі в Оттаві президент Франції Франсуа Міттеран повідомив президенту США Рональду Рейгану, що французька розвідка завербувала офіцера КДБ СРСР. Агентом Farewell (англ. прощання) був полковник В. І. Вєтров, який займався оцінкою даних, зібраних управлінням T розвідки КДБ. Вєтров сфотографував і передав французам близько 4 тис. секретних документів, що стосувалися програми промислового шпигунства КДБ («Лінія X»). Вєтров також розкрив імена понад 200 агентів «Лінії X» по всьому світу. Матеріали Вєтрова дали повну картину програми промислового шпигунства СРСР.
Інформація Міттерана дуже зацікавила Рейгана, і в серпні 1981 року документи Вєтрова були передані в ЦРУ під кодовою назвою «досьє Farewell» (англ. The Farewell Dossier). Радник із технології Білого дому Гас Вайс запропонував директорові ЦРУ Вільяму Кейсі використовувати канали розвідки КДБ для того, щоб передати в СРСР дезінформацію за новітніми технологіями, причому зробити це так, що «нова технологія» деякий час працюватиме, але потім дасть збій. Ця пропозиція була затверджена президентом Рейганом.
Серед вжитих контрзаходів були троянські віруси, закладені ЦРУ в програмне забезпечення, викрадене агентами КДБ на Заході. Зокрема, в одній із канадських компаній КДБ викрав програму для автоматизації технологічних процесів на газопроводах (АСУ ТП та SCADA). Програма, зокрема, управляла насосами, турбінами та іншими ключовими елементами системи перекачування газу. Канадська програма була встановлена на деяких газопроводах в СРСР. Як і було задумано в ЦРУ, програма деякий час працювала нормально і була введена в експлуатацію. Однак при відпрацюванні одного з режимів тестування вбудований вірус призвів до нештатному режиму роботи обладнання, що призвело до розриву газопроводу і подальшого вибуху.

## Чи була диверсія в 1982 році
Ряд припущених нестиковок дає можливість сумніватися в тому, що всі факти, викладені в публікаціях Вейса і Ріда, повністю відповідають дійсності.
- Сила вибуху. За словами Ріда, Результатом операції стали найпотужніші неядерний вибух і пожежа, які коли-небудь бачили з космосу… Монітори NORAD повідомили були про ядерний вибух, але супутники, які засікли б електромагнітний імпульс, мовчали. Потужність вибуху оцінюється Рідом в три кілотонни, але ніяких згадок про такий масштабний вибух в СРСР в той рік не було. За існуючими правилами цензури в СРСР, повідомлення у пресі про промислові аварії не допускалися. У радянських ЗМІ не згадувалася жодна з численних аварій і техногенних катастроф за роки радянської влади, включаючи такі гігантські, як вибух на комбінаті «Маяк» або вибух космічної ракети на Байконурі в 1960 році та багато інших.
- Використання SCADA-систем в 1982 році. У 1982 р. на радянських газопроводах переважно використовувалися системи на основі пневматичної телеметрії. Щобільше, використання повністю автоматизованих систем управління на трубопроводах в той час було рідкістю навіть у США.
- Можливість передачі логічної бомби — в ті роки існували досить жорсткі обмеження, введені КДБ щодо використання закордонних програмних і апаратних елементів. Розбором і переписуванням програм займався ряд спеціальних наукових «поштових скриньок».

Офіційних підтверджень ЦРУ про участь в диверсії немає, хоча на сайті ЦРУ на сторінці, присвяченій «Досьє Farewell», підтверджується, що модифіковані фахівцями ЦРУ програми та чипи порушували плани виробництва на хімічних підприємствах і тракторному заводі в СРСР, використовувалися в радянській військовій техніці, а на газопроводі були встановлені дефектні турбіни.

Ні КДБ, ні Газпром офіційних коментарів з приводу аварії 1982 р. не дають. В інтерв'ю ветерана КДБ СРСР, почесного співробітника держбезпеки СРСР, генерал-майора у відставці Василя Олексійовича Пчелінцева, який очолював на початку 1980-х регіональний підрозділ КДБ по Тюменській області, було сказано, що найбільшою надзвичайною подією на газопроводах був вибух у квітні 1982 року в 50 км від Тобольську, при цьому причиною аварії було виробниче недбальство:
Будівельники поспішали і, траплялося, нехтували дотриманням встановлених норм. Два таких порушення і стали причиною аварії, як показало розслідування держкомісії. По-перше, в стиках труб не вставлялися ланки, що компенсують зміну розмірів труби при зміні температури. По-друге, на труби не навішували додатковий вантаж, щоб утримувати їх під землею в болотистій місцевості. В результаті, коли настали теплі квітневі дні, трубопровід виліз з болотистого ґрунту на поверхню. На сонці труби розширилися, а вночі почалися різкі стиснення, проскочила іскра, і газ запалав. Вогонь пішов у сторони і дістався до паралельного газопроводу, прокладеного в півтора десятках метрах від першого. Загорівся і той.
Факти про вибух, викладені Рідом, більшою мірою схожі на реальний вибух у червні 1989 року в Башкирії, коли при вибуху газопроводу Західна Сибір — Урал — Поволжя загинули, за офіційними даними, 575 осіб. Водночас, за офіційною версією, витік газу з продуктопроводу став можливим через ушкодження, завдані йому ковшем екскаватора при його будівництві в жовтні 1985 року, тобто за чотири роки до катастрофи.
На думку деяких експертів, статті та книги Вейсса і Ріда, а також засновані на них газетні публікації у «Вашингтон пост» та «Нью-Йорк таймс» були одним з елементів інформаційної війни.

## Думка українського вибухотехника
Незалежний експерт-вибухотехнік, член Міжнародного антитерористичного комітету, доктор технічних наук, професор В. Д. Захматов категорично заперечує не тільки цей вибух, а й узагалі можливість виникнення такого вибуху. Як стверджує експерт, аварій було чимало, але не більше, ніж в аналогічних широтах США чи Канади. Це пояснювалося складними умовами укладання труб в болотистих місцевостях. Також Захматов заявляє, що в книзі Томаса Ріда «Над безоднею. Історія холодної війни, розказана її учасником», цитати якої широко представлені в Інтернеті, міститься нестиковка: комп'ютерна програма «з дефектом» або «без дефекту» використовуватися не могла — в той час трубопроводи управлялися переважно в ручному режимі з мінімальною автоматизацією. Комп'ютеризація управління трубопроводами з'явилася наприкінці 1990-х років, але диспетчер завжди залишався головним, перевіряючи всі автоматичні сигнали до введення їх у дію. Крім того, на його думку, газоповітряного вибуху потужністю в три кілотонни бути не може, оскільки об'ємні вибухи, включаючи об'ємно-детонуючу зброю, обмежені за потужністю, особливо на відкритому просторі.

## У культурі
У романі «Червоний газ» письменника Едуарда Тополя вибух на компресорній станції поблизу Уренгоя здійснив ненець, що хотів помститися радянській державі за вбивство своєї сестри і був незадоволений національною політикою СРСР.